# Groesbeek
Groesbeek là một đô thị thuộc tỉnh Gelderland, Hà Lan. Đô thị này có diện tích 44,12 km2, dân số là 18.929 người (ngày 1/1/2007).